# Eugénie Rebetez
Pour les articles homonymes, voir Rebetez.
Eugénie Rebetez, née le 4 juillet 1984 à Genève, est une artiste de scène, chorégraphe, danseuse, humoriste et chanteuse suisse.
Les spectacles d’Eugénie Rebetez sont « à la frontière entre la danse, le théâtre, le mime et le chant », elle « place son corps au centre de sa démarche artistique ».

## Enfance et famille
Eugénie Rebetez est née à Genève en 1984, deuxième d’une famille de quatre enfants. Son père Pascal Rebetez est écrivain, éditeur et journaliste jurassien, sa mère est peintre-décoratrice et scénographe de théâtre. Elle grandit dans le canton du Jura dans la maison familiale de Mervelier,. À 4 ans, elle commence la danse avec sa grande soeur.En 1994, elle rejoint la fanfare dans laquelle elle joue de la trompette. Par la suite, elle abandonne la fanfare pour se consacrer entièrement à la danse.
Elle vit à Zurich, avec son compagnon Martin Zimmermann rencontré en 2007, acrobate et clown zurichois. Ils ont un fils né en 2016.

## Biographie
Elle quitte la Suisse à l’âge de 15 ans pour étudier la danse et la chorégraphie à Louvain-la-Neuve en Belgique, puis à la Haute école d’arts ArtEZ (de) à Arnhem aux Pays-Bas où elle est diplômée en danse et en chorégraphie en 2005.
Eugénie Rebetez travaille ensuite à Bruxelles, où elle collabore avec le chorégraphe vénézuélien David Zambrano. Elle fait partie en 2006 des danseurs de Soul Project.
Elle s’établit à Zurich en 2008 où elle est engagée dans le spectacle Öper Öpis de Zimmermann & de Perrot (une tournée de plus de 180 dates en Europe, et jusqu’aux États-Unis),.
Elle crée sa première pièce Gina en 2010. Dans ce seul-en-scène, elle raconte sa vie en dansant. La tournée de Gina passe durant deux ans par plus de vingt scènes en Suisse, aussi en France (Belfort, Paris, Lille, Lyon, Nice, Saint-Étienne) et aux Pays-Bas, en Italie et au Luxembourg.
En 2013, elle commence à jouer son deuxième spectacle Encore. Il est la suite de Gina. Cette performance tourne aussi pendant deux ans, en Suisse, France, Allemagne, Espagne (Barcelone), Luxembourg, Autriche (Vienne), Pays-Bas et Liechtenstein[réf. nécessaire].
A propos de sa manière de créer, Eugénie Rebetez dit: « C’est toujours profondément douloureux pour moi d’être mise dans un cadre. J’ai l’impression que je ne pourrai jamais en sortir. Pendant longtemps, j’ai cru que je n’étais que la fille qui devait danser. Maintenant, je sais que ce n’est pas le cas. J’écris depuis longtemps une sorte de carnet de note de ma vie. L’écriture est une partie importante mais assez secrète de mon travail. Elle nourrit mes créations et m’aide aussi au quotidien à prendre conscience et à mettre des mots sur ce que je vis et ce que je ressens. ».
Elle se donne plusieurs surnoms ironiques, comme la « fat Swiss diva » ou encore « Lady Gina ».

## Créations
Pièces solo créées et interprétées par Eugénie Rebetez
- Gina (2010)
- Encore (2013)
- Bienvenue (2017, mise en scène Martin Zimmermann)[12].

## Distinctions
- Prix suisse de la scène 2013[13].

### Archives
(de) Fonds : Bestand Eugénie Rebetez (2010-2013) [2 vidéos]. Archives suisses des arts de la scène (présentation en ligne).